# 高山飛騨守
高山 飛騨守（たかやま ひだのかみ）は、戦国時代から安土桃山時代にかけての武将、キリシタン。洗礼名はダリヨ。通称は図書（ずしょ）ともいう。諱は友照とされるが、一次史料では確認できない。代表的なキリシタン大名とされる高山右近の父である。
なお、「騨」の印刷標準字体は「驒」であるが、本項本文では「騨」を用いる。

## 生涯
高山氏は、摂津国能勢郡高山荘（現在の大阪府豊能郡豊能町高山）を拠点とする土豪。高山荘は勝尾寺（箕面市）の荘園で、高山氏はその代官を務めた。高山荘から勝尾寺への年貢納帳は天文13年（1544年）で途絶えており、高山氏が高山荘を押さえたとみられる。天文18年（1549年）、勝尾寺奥坊の火災に伴い勝尾寺が「高山殿」に礼をしているが（「勝尾寺文書」）、『箕面市史』ではこの高山殿を飛騨守に比定している。
天文18年（1549年）、三好長慶は摂津守護である細川晴元を江口の戦いで破り、天文22年（1553年）に将軍・足利義輝を京都から追放すると、摂津芥川山城（高槻市）を本拠に、近畿及び四国地方の8か国を支配することとなった。急速に支配領域を拡大した三好氏は摂津国や山城国の国人の登用を行っており、飛騨守もこの中で起用されている。飛騨守は長慶の重臣である松永久秀の与力となり、永禄3年（1560年）11月に開城した大和国宇陀郡の沢城（奈良県宇陀市）の城主に任命された。
永禄6年（1563年）、イエズス会の宣教師ガスパル・ヴィレラが堺を訪問することを知った僧たちは領主の松永久秀に宣教師の追放を依頼した。久秀は宣教師と仏教についての知識のあるもので議論させた上で、なにか不審な点があれば追放しようと考え、清原枝賢に議論の相手をさせ、仏教に造詣の深い飛騨守と結城忠正を討論の審査役とした。キリシタン側はヴィレラに代わってロレンソ了斎が議論を行ったが、議論の中で審査役の両名はキリスト教の教えに感化され、のちに飛騨守はヴィレラを沢城に招いて嫡子の彦五郎（後の高山右近）をはじめとする家族とともに洗礼を受けた。
永禄11年（1568年）、織田信長が足利義昭を奉じて上洛し、摂津国芥川山城から三好長逸を追い出し、足利義昭の側近であった和田惟政に与えられると、高山親子はその組下につけられた。その後、和田惟政は高槻城に移り、芥川山城には飛騨守が城代として入った。しかし、和田惟政は池田氏との争いで討死し（白井河原の戦い）、高槻城は若年だった惟政の子・惟長が引き継いだ。惟長に暗殺されそうになった高山親子は元亀4年（1573年）4月に逆に惟長を追放し、高槻城主となった。こうして摂津国北辺の高槻周辺は高山親子の所領となった。飛騨守が宣教師らの布教を保護したこともあり、高槻ではキリシタンが増加した。
1576（77）年8月20日付ルイス・フロイス書簡によれば、飛騨守は高槻の「かつて神の社があった所」に自費で教会を設け、大きな十字架を立てた。そして「四名の組頭」を定め、「異教徒の改宗を進することや貧者の訪問、死者の理葬、祝祭に必要な物の準備、各地から来訪する信者の歓持」の役割を担うものとしたが、その第一の組頭を飛騨守自身が担った。高槻城下における布教の中心は城主の右近ではなく、飛騨守であった。1581年（天正9年）に高槻城主の高山右近領内にいた人口2万5千人のうち1万8千人がキリシタンであったという（「1581年度日本年報」）。
天正6年（1578年）、荒木村重が信長に対して叛旗を翻すと、組下であった高山親子も高槻城に拠って信長に反抗した。これ以前に信長に反旗を翻すか否かの会議上において、飛騨守が娘（右近の妹）と右近の息子を「謀反はするべきではない」という主張を通すために人質として荒木方に差し出したこと、信長が降伏しなければキリシタンを迫害すると通達したことなどにより、信長に降伏すべきとする右近派と、徹底抗戦するべきとする飛騨守派が対立。キリシタンとしての心情と、人質を取られているという板挟みの中、結果として右近が単身城を出て降伏した。荒木村重が逃亡すると、抗戦した飛騨守は捕縛され、処刑されるところであったが、右近らの助命嘆願もあり越前国へ追放された。越前では柴田勝家から客将として扱われ、建前上は幽閉の身であったが、相応の金子を与えられ自由に過ごしていたという。
信長死後は右近に従って各地を転々としていたようであるが、文禄4年（1595年）に京で熱心なキリシタンとしてその生涯を閉じた。

## 関連人物
- コンスタンチノ - 尾張国花正（愛知県あま市花正）出身[30]。沢城主だった飛騨守に仕えてキリシタンとなり、沢の教会を任された[30]。その後故郷の花正に戻り布教を行う[30]。尾張のキリシタン第1号[31]。

## 関連作品
テレビドラマ
- 『信長 KING OF ZIPANGU』（1992年、NHK大河ドラマ、演：清水善三）
- 『軍師官兵衛』（2014年、NHK大河ドラマ、演：小林勝也）